# Collegio di Sittingbourne and Sheppey
Sittingbourne and Sheppey è un collegio elettorale inglese situato nel Kent rappresentato alla Camera dei comuni del parlamento del Regno Unito. Elegge un membro del parlamento con il sistema maggioritario a turno unico; l'attuale parlamentare è Kevin McKenna del Partito Laburista, che rappresenta il collegio dal 2024.

## Estensione

Sittingbourne and Sheppey dal 2010 al 2024

- 1997-2010: i ward del Borough di Swale di Borden, Eastern, Grove, Hartlip and Upchurch, Iwade and Lower Halstow, Kemsley, Milton Regis, Minster Cliffs, Murston, Newington, Queenborough and Halfway, Roman, Sheerness East, Sheerness West, Sheppey Central, West Downs e Woodstock.
- 2010-2024: i ward del Borough di Swale di Borden, Chalkwell, Grove, Hartlip, Newington and Upchurch, Iwade and Lower Halstow, Kemsley, Leysdown and Warden, Milton Regis, Minster Cliffs, Murston, Queenborough and Halfway, Roman, St Michael's, Sheerness East, Sheerness West, Sheppey Central, Teynham and Lynsted, West Downs e Woodstock.
- dal 2024: i ward del Borough di Swale di Bobbing, Iwade and Lower Halstow; Borden and Grove Park; Chalkwell; Hartlip, Newington and Upchurch; Homewood; Kemsley; Milton Regis; Minster Cliffs; Murston; Queenborough and Halfway; Roman; Sheerness; Sheppey Central; Sheppey East; The Meads e Woodstock.

Il collegio fu creato nel 1997, come sostituto del collegio di Faversham; copre parte del distretto di Swale, incluso Sittingbourne e l'isola di Sheppey. Su Sheppey si trova Queenborough, che fu un collegio fino all'abolizione dei borghi putridi del 1832.

## Membri del parlamento
| Elezione | Elezione | Deputato         | Partito      |
| -------- | -------- | ---------------- | ------------ |
|          | 1997     | Derek Wyatt      | Laburista    |
|          | 2010     | Gordon Henderson | Conservatore |
|          | 2024     | Kevin McKenna    | Laburista    |

## Elezioni

### Elezioni negli anni 2020
| Partito                    | Partito                                           | Candidato                  | Risultati 4 luglio 2024 | Risultati 4 luglio 2024 |
| Partito                    | Partito                                           | Candidato                  | Voti                    | %                       |
| -------------------------- | ------------------------------------------------- | -------------------------- | ----------------------- | ----------------------- |
|                            | Laburista                                         | Kevin McKenna              | 11 919                  | 29,07                   |
|                            | Conservatore                                      | Aisha Cuthbert             | 11 564                  | 28,21                   |
|                            | Reform UK                                         | William Fotheringham-Bray  | 10 512                  | 25,64                   |
|                            | Swale Independents                                | Mike Baldock               | 3 238                   | 7,90                    |
|                            | Verdi                                             | Sam Banks                  | 1 692                   | 4,13                    |
|                            | Lib Dem                                           | Frances Kneller            | 1 321                   | 3,22                    |
|                            | Indipendente                                      | Matt Brown                 | 529                     | 1,29                    |
|                            | Monster Raving Loony                              | Mad Mike Young             | 223                     | 0,54                    |
|                            |                                                   |                            |                         |                         |
| Iscritti                   | Iscritti                                          | Iscritti                   | 79 067                  | 100,00                  |
| ↳ Votanti (% su iscritti)  | ↳ Votanti (% su iscritti)                         | ↳ Votanti (% su iscritti)  | 40 998                  | 51,85                   |
| ↳ Astenuti (% su iscritti) | ↳ Astenuti (% su iscritti)                        | ↳ Astenuti (% su iscritti) | 38 069                  | 48,15                   |
|                            |                                                   |                            |                         |                         |
|                            | Esito: collegio passa da Conservatore a Laburista |                            |                         |                         |

### Elezioni negli anni 2010
| Partito                    | Partito                                   | Candidato                  | Risultati 12 dicembre 2019 | Risultati 12 dicembre 2019 |
| Partito                    | Partito                                   | Candidato                  | Voti                       | %                          |
| -------------------------- | ----------------------------------------- | -------------------------- | -------------------------- | -------------------------- |
|                            | Conservatore                              | Gordon Henderson           | 34 742                     | 67,60                      |
|                            | Laburista                                 | Clive Johnson              | 10 263                     | 19,97                      |
|                            | Lib Dem                                   | Ben J Martin               | 3 213                      | 6,25                       |
|                            | Indipendente                              | Monique Bonney             | 1 257                      | 2,45                       |
|                            | Verdi                                     | Sam Collins                | 1 188                      | 2,31                       |
|                            | Monster Raving Loony                      | Mad Mike Young             | 404                        | 0,79                       |
|                            | Indipendente                              | Lee McCall                 | 327                        | 0,64                       |
|                            |                                           |                            |                            |                            |
| Iscritti                   | Iscritti                                  | Iscritti                   | 83 917                     | 100,00                     |
| ↳ Votanti (% su iscritti)  | ↳ Votanti (% su iscritti)                 | ↳ Votanti (% su iscritti)  | 51 394                     | 61,24                      |
| ↳ Astenuti (% su iscritti) | ↳ Astenuti (% su iscritti)                | ↳ Astenuti (% su iscritti) | 32 523                     | 38,76                      |
|                            |                                           |                            |                            |                            |
|                            | Esito: collegio confermato a Conservatore |                            |                            |                            |

| Partito                    | Partito                                   | Candidato                  | Risultati 8 giugno 2017 | Risultati 8 giugno 2017 |
| Partito                    | Partito                                   | Candidato                  | Voti                    | %                       |
| -------------------------- | ----------------------------------------- | -------------------------- | ----------------------- | ----------------------- |
|                            | Conservatore                              | Gordon Henderson           | 30 911                  | 60,15                   |
|                            | Laburista                                 | Mike Rolfe                 | 15 700                  | 30,55                   |
|                            | Indipendente                              | Mike Baldock               | 2 133                   | 4,15                    |
|                            | Lib Dem                                   | Keith Nevols               | 1 392                   | 2,71                    |
|                            | Verdi                                     | Mark Lindop                | 558                     | 1,09                    |
|                            | Monster Raving Loony                      | Mad Mike Young             | 403                     | 0,78                    |
|                            | Indipendente                              | Lee McCall                 | 292                     | 0,57                    |
|                            |                                           |                            |                         |                         |
| Iscritti                   | Iscritti                                  | Iscritti                   | 81 960                  | 100,00                  |
| ↳ Votanti (% su iscritti)  | ↳ Votanti (% su iscritti)                 | ↳ Votanti (% su iscritti)  | 51 389                  | 62,70                   |
| ↳ Astenuti (% su iscritti) | ↳ Astenuti (% su iscritti)                | ↳ Astenuti (% su iscritti) | 30 571                  | 37,30                   |
|                            |                                           |                            |                         |                         |
|                            | Esito: collegio confermato a Conservatore |                            |                         |                         |

| Partito                    | Partito                                   | Candidato                  | Risultati 7 maggio 2015 | Risultati 7 maggio 2015 |
| Partito                    | Partito                                   | Candidato                  | Voti                    | %                       |
| -------------------------- | ----------------------------------------- | -------------------------- | ----------------------- | ----------------------- |
|                            | Conservatore                              | Gordon Henderson           | 24 425                  | 49,47                   |
|                            | UKIP                                      | Richard Palmer             | 12 257                  | 24,82                   |
|                            | Laburista                                 | Guy Nicholson              | 9 673                   | 19,59                   |
|                            | Lib Dem                                   | Keith Nevols               | 1 563                   | 3,17                    |
|                            | Verdi                                     | Gary Miller                | 1 185                   | 2,40                    |
|                            | Monster Raving Loony                      | Mad Mike Young             | 275                     | 0,56                    |
|                            |                                           |                            |                         |                         |
| Iscritti                   | Iscritti                                  | Iscritti                   | 75 966                  | 100,00                  |
| ↳ Votanti (% su iscritti)  | ↳ Votanti (% su iscritti)                 | ↳ Votanti (% su iscritti)  | 49 378                  | 65,00                   |
| ↳ Astenuti (% su iscritti) | ↳ Astenuti (% su iscritti)                | ↳ Astenuti (% su iscritti) | 26 588                  | 35,00                   |
|                            |                                           |                            |                         |                         |
|                            | Esito: collegio confermato a Conservatore |                            |                         |                         |

| Partito                    | Partito                                           | Candidato                  | Risultati 6 maggio 2010 | Risultati 6 maggio 2010 |
| Partito                    | Partito                                           | Candidato                  | Voti                    | %                       |
| -------------------------- | ------------------------------------------------- | -------------------------- | ----------------------- | ----------------------- |
|                            | Conservatore                                      | Gordon Henderson           | 24 313                  | 50,05                   |
|                            | Laburista                                         | Angela Harrison            | 11 930                  | 24,56                   |
|                            | Lib Dem                                           | Keith Nevols               | 7 943                   | 16,35                   |
|                            | UKIP                                              | Ian Davison                | 2 610                   | 5,37                    |
|                            | BNP                                               | Lawrence Tames             | 1 305                   | 2,69                    |
|                            | Monster Raving Loony                              | Mad Mike Young             | 319                     | 0,66                    |
|                            | Indipendente                                      | David Cassidy              | 158                     | 0,33                    |
|                            |                                                   |                            |                         |                         |
| Iscritti                   | Iscritti                                          | Iscritti                   | 75 314                  | 100,00                  |
| ↳ Votanti (% su iscritti)  | ↳ Votanti (% su iscritti)                         | ↳ Votanti (% su iscritti)  | 48 578                  | 64,50                   |
| ↳ Astenuti (% su iscritti) | ↳ Astenuti (% su iscritti)                        | ↳ Astenuti (% su iscritti) | 26 736                  | 35,50                   |
|                            |                                                   |                            |                         |                         |
|                            | Esito: collegio passa da Laburista a Conservatore |                            |                         |                         |

### Elezioni negli anni 2000
| Partito                    | Partito                                | Candidato                  | Risultati 5 maggio 2005 | Risultati 5 maggio 2005 |
| Partito                    | Partito                                | Candidato                  | Voti                    | %                       |
| -------------------------- | -------------------------------------- | -------------------------- | ----------------------- | ----------------------- |
|                            | Laburista                              | Derek Wyatt                | 17 051                  | 41,79                   |
|                            | Conservatore                           | Gordon Henderson           | 16 972                  | 41,59                   |
|                            | Lib Dem                                | Jane Nelson                | 5 183                   | 12,70                   |
|                            | UKIP                                   | Stephen Dean               | 926                     | 2,27                    |
|                            | Rock 'n' Roll Loony                    | Mad Mike Young             | 479                     | 1,17                    |
|                            | Veritas                                | David Cassidy              | 192                     | 0,47                    |
|                            |                                        |                            |                         |                         |
| Iscritti                   | Iscritti                               | Iscritti                   | 75 983                  | 100,00                  |
| ↳ Votanti (% su iscritti)  | ↳ Votanti (% su iscritti)              | ↳ Votanti (% su iscritti)  | 40 803                  | 53,70                   |
| ↳ Astenuti (% su iscritti) | ↳ Astenuti (% su iscritti)             | ↳ Astenuti (% su iscritti) | 35 180                  | 46,30                   |
|                            |                                        |                            |                         |                         |
|                            | Esito: collegio confermato a Laburista |                            |                         |                         |

| Partito                    | Partito                                | Candidato                  | Risultati 7 giugno 2001 | Risultati 7 giugno 2001 |
| Partito                    | Partito                                | Candidato                  | Voti                    | %                       |
| -------------------------- | -------------------------------------- | -------------------------- | ----------------------- | ----------------------- |
|                            | Laburista                              | Derek Wyatt                | 17 340                  | 45,80                   |
|                            | Conservatore                           | Adrian Lee                 | 13 831                  | 36,53                   |
|                            | Lib Dem                                | Elvina Lowe                | 5 353                   | 14,14                   |
|                            | Rock 'n' Roll Loony                    | Mad Mike Young             | 673                     | 1,78                    |
|                            | UKIP                                   | Robert Oakley              | 661                     | 1,75                    |
|                            |                                        |                            |                         |                         |
| Iscritti                   | Iscritti                               | Iscritti                   | 65 840                  | 100,00                  |
| ↳ Votanti (% su iscritti)  | ↳ Votanti (% su iscritti)              | ↳ Votanti (% su iscritti)  | 37 858                  | 57,50                   |
| ↳ Astenuti (% su iscritti) | ↳ Astenuti (% su iscritti)             | ↳ Astenuti (% su iscritti) | 27 982                  | 42,50                   |
|                            |                                        |                            |                         |                         |
|                            | Esito: collegio confermato a Laburista |                            |                         |                         |

## Risultati dei referendum

### Referendum sulla permanenza del Regno Unito nell'Unione europea del 2016
|             | Collegio                  | Lasciare UE % | Rimanere in UE % |
| ----------- | ------------------------- | ------------- | ---------------- |
|             | Sittingbourne and Sheppey | 65,7%         | 34,3%            |
| Inghilterra | 53,3%                     | 46,7%         |                  |
| Regno Unito | 51,9%                     | 48,1%         |                  |